# 中值绝对离差
在统计学中，中值绝对离差 (MAD) 是衡量定量数据单变量样本变异性的稳健指标。 它也可以指通过从样本计算的 MAD 估计的总体参数。
对于单变量数据集X1, X2, ..., Xn，MAD定义为与数据中位数的离差的中位数： {\displaystyle {\tilde {X}}=\operatorname {median} (X)}：
{\displaystyle \operatorname {MAD} =\operatorname {median} (|X_{i}-{\tilde {X}}|)}
也就是说，从数据中位数的离差开始，MAD是其绝对值的中位数。